# 6. zračnopristajalna brigada (Združeno kraljestvo)
Za druge 6. brigade glej 6. brigada.
6. zračnopristajalna brigada (izvirno angleško 6th Air-Landing Brigade) je bila zračnopristajalna enota Britanske kopenske vojske med drugo svetovno vojno.

## Zgodovina
Brigada je bila ustanovljena leta 1943; ustanovni bataljoni so bili 2. bataljon Oxfordshirske in buckinghmanshirske lahke pehote, 1. bataljona Kraljevih ulsterskih strelcev in 12. bataljona Devonshirskega polka.
Leta 1945 je bila brigada preoblikovana v 23. (indijsko) pehotno brigado.